# 伊兹拉区
伊兹拉区（阿拉伯语：منطقة ازرع）是叙利亚德拉省下辖的一个区，区首府伊兹拉。该区位于德拉省的中部，西接库奈特拉省，东邻苏韦达省，北部与同属德拉省的阿尔-塞奈迈因区毗邻，南部则紧邻德拉省首府所在地德拉区。